# محمد أحمد حيدرة
محمد أحمد حيدرة (1902- 1973) هو رائد حركة التنوير في اليمن، والمعلم التربوي الأول في عهد المملكة المتوكلية اليمنية. عمل على تأسيس المسرح اليمني في الجنوب عام 1927 في مدينة عدن، ثم انتقل إلى شمال اليمن أيام حكم (الامام أحمد بن يحي حميد الدين) ليقوم بتأسيس أول مدرسة حديثة في اليمن آنذاك تقوم بتدريس العلوم الطبيعية (الرياضيات والعلوم والجغرافيا وغيرها) بالإضافة إلى نشاطات الكشافة والمسرح بما كان يعرف بالمدرسة الأهلية في (التربة) التابعة لمدينة تعز (جنوب غرب اليمن).

## ولادته وأسرته
ولد محمد أحمد حيدرة عام 1902، في قرية «الدويمات» بمنطقة (الأحكوم) التابعة لمحافظة تعز(جنوب غرب اليمن)، تلقى تعليمه الأولي في مدينة عدن، ثم غادر شاباً إلى القاهرة ودرس فيها ليحصل على البكالوريا من (دار العلوم) آنذاك.

## وفاته
توفي حيدرة في مدينة (الإسكندرية) بعد تعرضه للمرض في العام 1973.